# Curtis Brown (giocatore di football americano)
Curtis Brown (Longview, 24 settembre 1988) è un giocatore di football americano statunitense che gioca nel ruolo di cornerback per i Pittsburgh Steelers della National Football League (NFL). Fu scelto nel corso del terzo giro (95º assoluto) del Draft NFL 2011 dagli Steelers. Al college ha giocato a football coi Texas Longhorns.

## Carriera professionistica

### Pittsburgh Steelers
Brown fu scelto dai Pittsburgh Steelers nel corso del terzo giro del Draft 2011. Nella sua stagione da rookie disputò 12 partita, nessuna delle quali come titolare, mettendo a segno 14 tackle e forzando un fumble. Nella successiva disputò 15 partite con 24 tackle e 2 passaggi deviati.

## Vittorie e premi
Nessuno

## Statistiche
| Partite totali      | 27  |
| Partite da titolare | 0   |
| Tackle              | 42  |
| Sack                | 0,0 |
| Intercetti          | 0   |

Statistiche aggiornate alla stagione 2012